# Khemissa
Khemissa (em árabe: خميسة) é uma comuna localizada na província de Souk Ahras, Argélia. De acordo com o censo de 2008, a população total da cidade era de 3 517 habitantes. É o local de Thubursicum Numidarum, um teatro romano bem conservado.